# Carl Ludwig Wesenfeld (Erfinder)

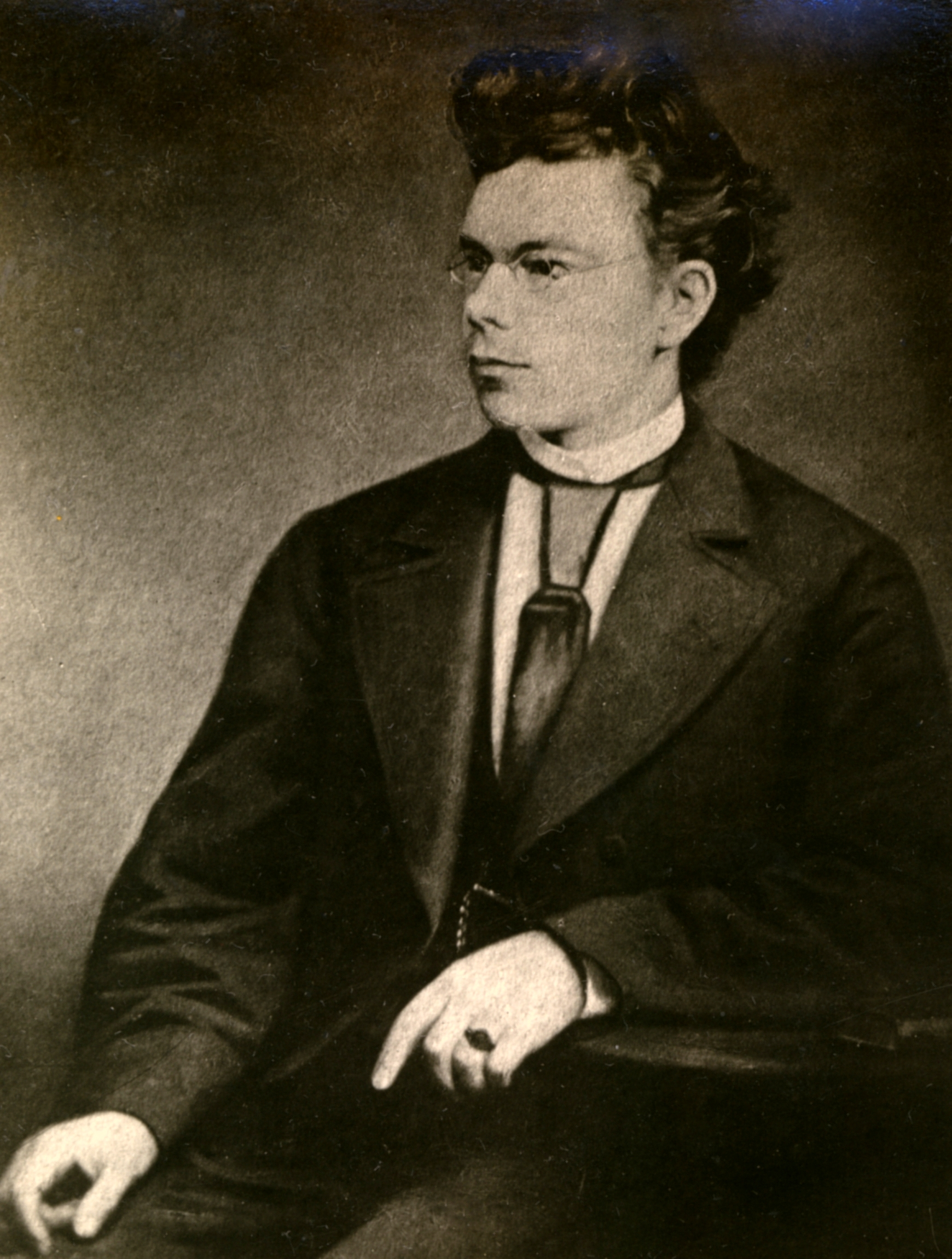
Carl Ludwig Wesenfeld 1875

Carl Ludwig Wesenfeld (* 30. März 1851 in Barmen (heute zu Wuppertal); † 21. Dezember 1876 in Falkenstein im Taunus) war ein deutscher Industrieller und Erfinder. Er gilt als der Erfinder des „deutschen“ Wellblechs.

## Leben und Werk

### Familie und Ausbildung
Carl Ludwig Wesenfeld jun. war das sechste Kind des Barmer Fabrikanten, Königlich-Preußischen Kommerzienrats und Politikers Carl Ludwig Wesenfeld sowie dessen Frau Wilhelmine Schniewind. Der Hochschullehrer Arnold Wesenfeld war sein direkter Vorfahre, ein Halbbruder war der Politiker Paul Wesenfeld. Am 18. August 1868 legte Carl Ludwig sein Abitur in Barmen ab und studierte anschließend Chemie in Zürich und Aachen. Er diente als Einjährig-Freiwilliger in Potsdam, wurde jedoch wegen einer akuten Lungenkrankheit bereits nach drei Monaten entlassen. Am Feldzug 1870/71 nahm er als Krankenpfleger teil. Wesenfeld starb erst 25-jährig in einem Sanatorium im Taunus an Auszehrung.

### Fabrikant und Erfinder
Wesenfeld schuf mit der Erfindung eines Wellblechs, das durch seine spezifischen Eigenschaften (Wellenhöhe größer als die halbe Wellenbreite) Voraussetzung für die weltweite Verbreitung und Anwendung dieser Technik sowohl als Baustoff als auch im Maschinenbau wurde. „Eine gewisse Scheu, die Geldmittel seines Vaters dafür in Anspruch zu nehmen, vielleicht auch eine etwas romantische Auffassung, hinderten ihn, die Erfindung zum Patent anzumelden, und so ist dieselbe dann bald Allgemeingut geworden und hat einer weitverbreiteten Industrie in aller Welt die Wege eröffnet“. Seine Erfindung nutzte er in der von ihm hierfür gegründeten „Berliner Stahlblech-Rolljalouisien-Fabrik“ (später „Hein, Lehmann & Co.“).

### Dichter und Dramatiker
Neben seiner beruflichen Tätigkeit betätigte sich der kunstsinnige Wesenfeld schon während seiner Studentenzeit als Dramatiker. Er war Mitglied im Barmer Verein „Frühling“, der Vorträge und Lesungen im Bereich von Literatur, Musik, Kunst, Weltanschauung und Politik veranstaltete und die Zeitschrift „Barmer Beiträge zum Vergnügen des Verstandes und des Witzes“ herausgab. Weiterhin war er Mitglied der „Deutschen Genossenschaft dramatischer Autoren und Componisten“. Er veröffentlichte die Dramen Saat und Ernte (Elberfeld 1868), Rebekka am Brunnen (C.H. Georgi, Aachen 1871),  Hohenstein (C.H. Georgi, Aachen 1871) sowie Bazaire und sein Neffe oder der Fall von Metz (C.H. Georgi, Aachen 1872).